# Zgornja Dobrava (gmina Radovljica)
Zgornja Dobrava – wieś w Słowenii, w gminie Radovljica. W 2018 roku liczyła 156 mieszkańców.